# قضية الإيدز الليبية
قضية ضحايا الإيدز في ليبيا هي قضية تورط فيها خمس ممرضات بلغاريات وطبيب مصري من أصول فلسطينية كانوا يعملون في مستشفى الفاتح للأطفال في مدينة بنغازي في ليبيا، حيث اتهموا بحقن أكثر من 400 طفلاً ليبياً بدم ملوث بفيروس الإيدز.
استمرت القضية 9 سنوات من سنة 1998 إلى 2007 عندما وصلت مفوضة الاتحاد الأوروبي للشؤون الخارجية بينيتا فيريرو فالدنر وسيسيليا ساركوزي زوجة السابقة للرئيس الفرنسي آنذاك نيكولا ساركوزي إلى ليبيا للتفاوض بشأن إطلاق سراح الممرضات، وفي 24 تموز 2007 نُقل الستة جميعهم إلى بلغاريا ووضعوا تحت الحجز، ولاحقًا رئيس بلغاريا أعفى عنهم. بعد أن كان القضاء الليبي قد أصدر عليهم حكم بالإعدام. توفي حوالي 56 من الأطفال المصابين بحلول أغسطس 2007. ارتفع عدد الضحايا إلى 131 عام 2022.
كما تم إنشاء صندوق خاص لتعويض الضحايا تحت اسم «صندوق بنغازي لجبر الضرر للأطفال الضحايا» وصلت قيمته إلى 600 مليون دولار، شاركت في تمويله دول مثل بلغاريا والتشيك. (نحو مليون دولار أمريكي لكل ضحية)
عقب الإفراج عنهم تم عقد شراكة في مجالات مختلفة بين ليبيا وفرنسا، حيث وقع الرئيس ساركوزي أثناء زيارة له إلى ليبيا على مشروع شراكة في مجال الطاقة النووية.[بحاجة لمصدر]